# William Fea
William Rognvald Fea (5 octobre 1898 - 27 décembre 1988) est un joueur néo-zélandais de rugby à XV et de squash, exerçant la profession de médecin.

## Enfance et famille
Né à Dunedin le 5 octobre 1898 , Fea est le fils de David Miller Fea et de sa femme Jane Scott Fea (née Clark). Fea fait ses études au lycée Otago Boys,  et étudie la médecine à l'Université d'Otago, obtenant son diplôme MB ChB en 1925 .
Il épouse Grace Flora Morrell Samuel en 1923. 
Le couple a ensuite trois enfants .

## Service militaire
Vers la fin de la Première Guerre mondiale, Fea fait partie des 40e renforts du Corps expéditionnaire néo-zélandais, arrivant en Grande-Bretagne en septembre 1918. A la fin de la guerre, il effectue une tournée en Grande-Bretagne, en France et en Afrique du Sud avec l'équipe de rugby de l'armée néo-zélandaise de 1919. 
Pendant la Seconde Guerre mondiale, Fea sert entre 1941 et 1944, dont près d'un an aux Salomon, comme officier au sein des 8e et 24e ambulances de campagne, commandant cette dernière. Il est transféré sur la liste des retraités fin 1944 avec le grade de lieutenant-colonel .

## Rugby à XV
Trois-quarts centre, Fea joue pour Otago dans le championnat de provinces entre 1920 et 1923. Il joue un match pour l'équipe nationale néo-zélandaise, les All Blacks, le troisième test contre l'équipe sud-africaine en tournée en 1921 .

## Squash
Fea remporte deux fois le championnat de squash de Nouvelle-Zélande, en 1936 et 1937.

## Décès
Fea est décédé à Hamilton le 27 décembre 1988  et est enterré au cimetière de Hamilton Park .